# Уеле-Нзас
Уеле-Нзас (на английски: Wele-Nzas) е провинция на Екваториална Гвинея. Разположена е в източната част на континенталната част на страната и граничи с Габон. Площта на провинцията е 5478 квадратни километра, а населението, по данни от юли 2015 г., е 192 017 души. Столицата на Уеле-Нзас е град Монгомо.